# Ajánguiz
Ajánguiz (em castelhano) ou Ajangiz (em basco) é um município da Espanha na província da Biscaia, comunidade autónoma do País Basco, com 7,35 km² de área. Em 2021, tinha 483 habitantes (densidade: 65,7 hab./km²)..

## Demografia
| Variação demográfica do município entre 1991 e 2004 | Variação demográfica do município entre 1991 e 2004 | Variação demográfica do município entre 1991 e 2004 | Variação demográfica do município entre 1991 e 2004 |
| --------------------------------------------------- | --------------------------------------------------- | --------------------------------------------------- | --------------------------------------------------- |
| 1991                                                | 1996                                                | 2001                                                | 2004                                                |
| 361                                                 | 388                                                 | 434                                                 | 428                                                 |

1. ↑  «Cifras oficiales de población resultantes de la revisión del Padrón municipal a 1 de enero» (ZIP). www.ine.es (em espanhol). Instituto Nacional de Estatística de Espanha. Consultado em 19 de abril de 2022